# Johannes Ludwig
Johannes Ludwig (Suhl, 14 februari 1986) is een Duits rodelaar. Ludwig won tijdens de wereldkampioenschappen rodelen 2013 de bronzen medaille individueel. Tijdens de wereldkampioenschappen rodelen 2017 was Ludwig onderdeel van de Duitse ploeg die de gouden medaille veroverde in de landenwedstrijd. Ludwig behaalde zijn grootste succes tijdens de Olympische Winterspelen van 2018 met een bronzen medaille individueel en een gouden medaille in de landenwedstrijd.

## Resultaten

### Wereldkampioenschappen
| Jaar | Plaats    | Resultaat                                     |
| ---- | --------- | --------------------------------------------- |
| 2012 | Altenberg | 4de individueel                               |
| 2013 | Canada    | individueel                                   |
| 2015 | Sigulda   | 8e individueel                                |
| 2016 | Königssee | 11e individueel 6e sprint                     |
| 2017 | Igls      | 4e individueel · 15e sprint · landenwedstrijd |

### Olympische Winterspelen
| Jaar | Plaats      | Resultaat               |
| ---- | ----------- | ----------------------- |
| 2018 | Pyeongchang | individueel · estafette |

### Wereldbeker
| Seizoen   | Plaats                    |
| --------- | ------------------------- |
| 2009/2010 | 6e individueel            |
| 2010/2011 | 24e individueel           |
| 2011/2012 | 5e individueel            |
| 2012/2013 | 6e individueel            |
| 2013/2014 | 12e individueel           |
| 2014/2015 | 14e individueel           |
| 2015/2016 | 8e individueel            |
| 2016/2017 | 5e individueel 11e sprint |
| 2017/2018 | 5e individueel · sprint   |

2014: Geisenberger/Loch/Wendl/Arlt ·
2018: Geisenberger/Ludwig/Wendl/Arlt
1964: Thomas Köhler ·
1968: Manfred Schmid ·
1972: Wolfgang Scheidel ·
1976: Dettlef Günther ·
1980: Bernhard Glass ·
1984: Paul Hildgartner ·
1988: Jens Müller ·
1992: Georg Hackl ·
1994: Georg Hackl ·
1998: Georg Hackl ·
2002: Armin Zöggeler ·
2006: Armin Zöggeler ·
2010: Felix Loch ·
2014: Felix Loch ·
2018: David Gleirscher ·
2022: Johannes Ludwig